# Lenga
Lenga is een bestuurslaag in het regentschap Aceh Tengah van de provincie Atjeh, Indonesië. Lenga telt 532 inwoners (volkstelling 2010).